# Ivan Rabuzin
Ivan Rabuzin (Ključ kraj Novog Marofa, 27. ožujka 1921. – Varaždin, 18. prosinca 2008.), bio je hrvatski slikar naivne umjetnosti.

## Životopis
Ivan Rabuzin rođen je u brojnoj obitelji, bio je šesto od jedanaestero djece. Izučio je stolarski zanat u Zagrebu i Zemunu (1937.–1940.). Obrtnu školu završio je u Zagrebu (majstorski odjel) 1947. godine.
Slikarstvom se bavio više od 50 godina, nije imao slikarsko obrazovanje, osim večernjeg tečaja crtanja kod Koste Angelija Radovanija (1947.–1948.). U početku je radio i u tvornici namještaja Bor u Novome Marofu, od 1950. godine, kao stolar, potom poslovođa, te direktor. Prve izložbu imao je 1956. godine u Novome Marofu. Izlagao je samostalno u galeriji “Mona Lisa” u Parizu 1963. godine. Nakon 1963. godine posvetio se samo slikanju. Na njegovim su slikama, motivi prirode i sela Hrvatskog zagorja. Najčešće je slikao brijegove, cvijeće, oblake i sunce. Imao je 200 samostalnih izložbi i još veći broj skupnih.
O njemu je snimljeno 10 dokumentarnih filmova i objavljen veći broj knjiga na više stranih jezika. Oslikao je keramiku za poznatu tvrtku Rosenthal. Osim njega, tu čast imali su još samo Victor Vasarely i Henri Rousseau. Izradio je predloške po kojima su izrađeni veliki svečani zastor za kazalište Takarazuka u Tokiju, 1980. godine i tapiserija u predavaonici Muzeja moderne umjetnosti u Urawi u Japanu, 1983. godine.
Bio je saborski zastupnik Hrvatske demokratske zajednice od 1992. do 1999. godine (drugi i treći saziv Sabora). 
Umro je u varaždinskoj bolnici, u 88. godini života, 2008. godine. Pokopan je na mjesnome groblju u Oštricama, 22. prosinca 2008. godine.

## Nagrade
- 1996.: Nagrada Varaždinske županije za životno djelo.[2]

## Spomen
- U Novome Marofu otvoren je 2011. godine Kulturni centar „Ivan Rabuzin“, nazvan po njemu.[4]
- Od 2016. godine u Novome Marofu održava se kulturna manifestacija Rabuzinovi dani.[5]

## Vanjske poveznice
- Kratki životopis (engl.)
- Ivan Rabuzin galerija (hrv.)/(engl.)